# BMW R 57

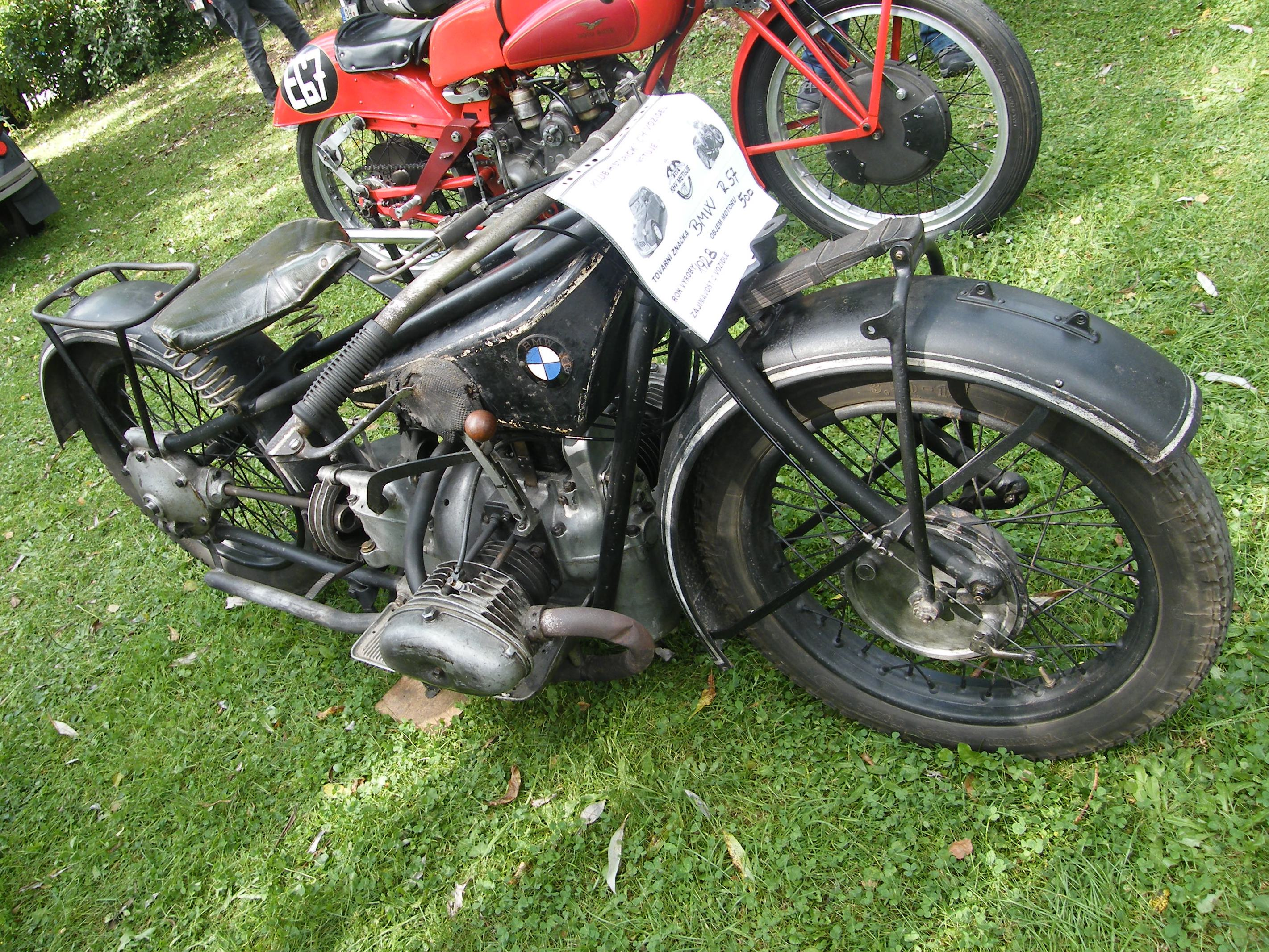
BMW R 57 von 1928

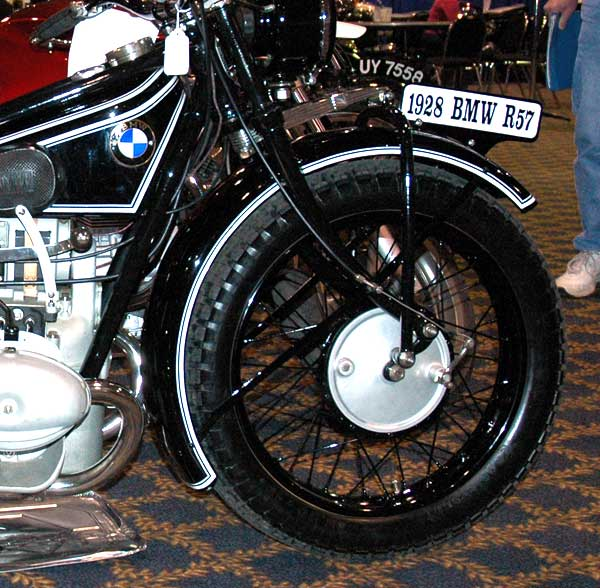
Vorderrad einer BMW R 57 von 1928

Das Modell R 57 ist ein von 1928 bis 1929 von BMW hergestelltes Motorrad mit Zweizylinder-Boxer-Viertaktmotor und  Kardanantrieb. Sie war als Sportmodell mit OHV-Motor das Schwestermodell der R 52, die als Tourenmodell ausgelegt war.

## Geschichte

### Entwicklung
Ab Juli 1928 produzierte BMW die R 57 als sportliches Motorrad für die 500-cm³-Klasse; zusammen mit der ebenfalls neuen und weitgehend baugleichen R 63 für die 750-cm³-Klasse.

### Vermarktung
Die Produkteinführung – zunächst die beiden Tourenmotorräder R 52 und R 62 und kurz darauf die beiden Sportmodelle R 57 und R 63 – erfolgte im bescheidenen Rahmen, denn auf der Deutschen Automobil-Ausstellung im November 1928 in Berlin wurden bereits die neuen Modelle mit Pressstahlrahmen vorgestellt. BMW stellte die Rohrrahmenmodelle nochmals im Oktober 1928 auf einem großen Stand des Salon de l’Automobile in Paris aus.

## Konstruktionsmerkmale
Der Rahmen war aus Stahlrohr geschweißt und wegen seiner großen Stabilität für den Beiwagenbetrieb geeignet.

### Motor
Der Motor war wie bei den Vorgängermodellen BMW R 47 und BMW R 37 ein längs eingebauter Zweizylinder-Boxer-Viertaktmotor mit OHV-Ventilsteuerung. Ab der Motornummer 70889 wurde die Einscheibentrockenkupplung durch eine Zweischeibentrockenkupplung ersetzt.

### Antrieb
Die R 57 hatte ein handgeschaltetes Dreiganggetriebe.
Der gesamte Antriebsstrang war gegen Verschmutzungen und Feuchtigkeit gekapselt und bis auf den selten erforderlichen Ölwechsel wartungsfrei, im Gegensatz zu den damals fast immer ungekapselten Kettenantrieben.

## Technische Daten
| Kenngröße   | Daten der R 57               |
| ----------- | ---------------------------- |
| Bohrung     | 68 mm                        |
| Hub         | 68 mm                        |
| Hubraum     | 492 cm³                      |
| Leistung    | 18 PS (13 kW) bei 4000 min−1 |
| Leergewicht | 150 kg                       |
| Tankinhalt  | 12,5 Liter                   |